# Planogyra asteriscus
Planogyra asteriscus är en snäckart som först beskrevs av E. S. Morse 1857.  Planogyra asteriscus ingår i släktet Planogyra och familjen grässnäckor. Inga underarter finns listade i Catalogue of Life.